# Espaço seguro

Um triângulo rosa invertido cercado por um círculo verde, símbolo da aliança dos direitos dos homossexuais com os espaços livres de homofobia

Espaço seguro refere-se a locais criados para que indivíduos marginalizados se reúnam e se comuniquem livremente sobre suas experiências com a marginalização sem correrem o risco de ser vítimas de assédio e outros tipos de julgamentos. No mundo ocidental, os espaços seguros estão comumente localizados nas universidades, mas também é uma ideia incorporada em alguns locais de trabalho, como no caso da Nokia.
Os termos espaço seguro, espaço mais seguro e espaço positivo também podem indicar que um professor, uma instituição educacional ou um corpo discente não toleram violência, assédio ou discurso de ódio, criando assim um lugar seguro para pessoas marginalizadas.

## Críticas
A ideia de espaços seguros foi criticada com o fundamento de que sufoca a liberdade de expressão. A ideia também foi criticada por supostamente confundir a linha de separação entre a prevenção contra agressões físicas e as ofensas verbais. Em resposta, os defensores dos espaços seguros disseram que grupos que se opõem à não tolerância aos discursos de ódio são diretamente afetados pela construção dos espaços seguros.